# Dynamic Togolais
Dynamic Togolais – togijski klub piłkarski grający w togijskiej pierwszej lidze, mający siedzibę w mieście Lomé.

## Sukcesy
- I liga[1]:
  - mistrzostwo (6): 1970, 1971, 1997, 2001, 2004, 2012.

- Puchar Togo[2]:
  - zwycięstwo (3): 2001, 2002, 2005.
  - finał (1): 2018.

## Występy w afrykańskich pucharach
| Sezon | Rozgrywki                 | Runda       | Kraj                          | Klub                    | Dom | Wyjazd | Dwumecz      |
| ----- | ------------------------- | ----------- | ----------------------------- | ----------------------- | --- | ------ | ------------ |
| 1971  | Puchar Mistrzów           | 2           |                               | Victoria Club Mokanda   | 2–0 | 2–1    | 4–1          |
| 1971  | Puchar Mistrzów           | ćwierćfinał | Kamerun                       | Canon Jaunde            | 1–2 | 3–4    | 4–6          |
| 1972  | Puchar Mistrzów           | 2           | Kamerun                       | Aigle Nkongsamba        | 1–1 | 3–4    | 4–5          |
| 1998  | Liga Mistrzów             | 1           | Gabon                         | FC 105 Libreville       | 3–3 | 2–6    | 5–9          |
| 2002  | Liga Mistrzów             | wstępna     | Czad                          | Tourbillon FC           | 0–0 | 2–3    | 2–3          |
| 2003  | Puchar Zdobywców Pucharów | wstępna     | Wybrzeże Kości Słoniowej      | Africa Sports National  | 1–2 | 1–1    | 2–3          |
| 2004  | Puchar Konfederacji       | wstępna     | Burkina Faso                  | Étoile Filante Wagadugu | 0–0 | 0–2    | 0–2          |
| 2006  | Puchar Konfederacji       | wstępna     | Mali                          | AS Bamako               | 0–0 | 0–5    | 0–5          |
| 2011  | Puchar Konfederacji       | wstępna     | Niger                         | Sahel SC                | 0–0 | 0–0    | 0–0 (k. 2–4) |
| 2013  | Liga Mistrzów             | wstępna     | Demokratyczna Republika Konga | AS Vita Club            | 1–2 | 0–3    | 1–5          |

## Stadion
Domowe mecze klub rozgrywa na stadionie o nazwie Stade Municipal Docteur Kaolo w Tsévié. Stadion może pomieścić 500 widzów.

## Reprezentanci kraju grający w klubie od 1995 roku
Stan na styczeń 2023.
| - Paul Adado - Kossi Adegnon - Klousseh Agbozo - Komi-Foovi Aguidi - Gnama Akaté - Backer Aloenouvo - Dodzi Amékoudji - Messan Ametokodo - Komlan Amewou - Ayi Assiongbon - Franco Atchou - Richard Boro - Koffi Dosseh - Kwami Kacla Eninful - Kokou Ganké - Koffi Gueli - Moubarak Issifou - Alex Kinvi-Boh - Maklibè Kouloun - Ablam Latevi | - Moustapha Ali Malouwa - Sapol Mani - Franck Mawuena - Djehani Nguissan - Efoé Novon - Adékambi Olufadé - Adewale Olufade - Aboudou Moutalébi Ouro-Wetchire - Saïbou Safiou - Safiou Salifou - Awalou Samari - Ayara Samoudini - Eli Sewonou - Faride Tchadenou - Abdel Djalilou Traoré - Guillaume Yenoussi - Justin Yéré - Abasse Zangaba - Thomas Djilan - Abdoulaye Garka |